# محطة قطار حيفا – بات غاليم
محطة قطار حيفا – بات غاليم (بالعبرية: תחנת הרכבת חיפה – בת גלים) هي محطة قطار للركاب تابعة لخطوط السكك الحديدية الإسرائيلية. تخدم المحطة حي بات غاليم غربي حيفا شمالي إسرائيل. تقع المحطة على السكة الحديدية الساحلية قرب ميناء حيفا، مشفى رمبام، وقاعدة تدريب عسكرية للقوات البحرية. تبعد هذه المحطة عن محطة حيفا التاريخية نحو 3.142 كم.

## تاريخ
افتتحت المحطة في عام 1975 بجانب محطة الحافلات المركزية بات غاليم ضمن خطة واسعة لتطوير البنية التحتية للنقل العام في المدينة. رُبطت المحطتين بنفق -محطة القطار والمحطة المركزية- وأصبحتا محور النقل العام في المدينة فور افتتاحهما نظرًا لحجمهما وموقعهما.